# کوتولگی آغازین
کوتولگی آغازین یا کوتولگی اولیه (به انگلیسی: Primordial dwarfism) گروهی نادر از اختلال‌های ژنتیکی رشد هستند که منجر به کوچک‌ماندن اندازهٔ بدن از دوران جنینی تا پایان عمر می‌شوند. این بیماری‌ها، برخلاف برخی دیگر از انواع کوتولگی، باعث اختلال در رشد همهٔ اندام‌ها به‌صورت متناسب می‌شوند. بیشتر افراد مبتلا، تا سن ۳ تا ۵ سالگی تشخیص قطعی دریافت نمی‌کنند.

## ویژگی‌ها
کودکانی که به این اختلال دچار هستند، معمولاً در دوران جنینی به‌صورت کوچک‌تر از سن بارداری (SGA) یا دارای محدودیت رشد درون‌رحمی (IUGR) شناسایی می‌شوند. پس از تولد نیز سرعت رشد آن‌ها بسیار کند است، به‌طوری‌که در مقایسه با هم‌سالان خود همواره کوتاه‌تر و سبک‌تر باقی می‌مانند.
پنج زیرگروه اصلی از کوتولگی آغازین تاکنون شناسایی شده که همگی از شدیدترین انواع حدود ۲۰۰ نوع کوتولگی شناخته‌شده هستند. درمان مؤثری برای آن‌ها وجود ندارد و در بیشتر موارد، امید به زندگی از ۳۰ سال فراتر نمی‌رود.

## علت
کوتولگی آغازین معمولاً بر اثر جهش ژنتیکی در هر دو نسخهٔ یک ژن خاص ایجاد می‌شود. برخلاف کوتولگی ناشی از کمبود هورمون رشد، این بیماری به هورمون رشد پاسخ نمی‌دهد و درمان با آن اثربخش نیست — مگر در موارد خاصی مانند نشانگان راسل-سیلور که درمان با هورمون ممکن است قد را کمی افزایش دهد.
در سال ۲۰۰۸، مشخص شد که جهش در ژن PCNT (پری‌سنتری) یکی از علل اصلی این بیماری است. این ژن در تقسیم سلولی، جداسازی کروموزوم‌ها و سیتوکینز نقش دارد.
ژن دیگری به نام DNA2 نیز در ایجاد این بیماری نقش دارد.

## انواع
| نام                                      | شرح |
| ---------------------------------------- | --- |
| نشانگان سکل (Seckel Syndrome)            | با کوچک‌سری، اسکولیوز، دررفتگی لگن، سن استخوانی پایین و تشنج همراه است. جهش در ژن CEP152 علت اصلی آن است.                                                                                        |
| کوتولگی استخوانی-کوچک‌سری نوع I (MODPD1)  | که به نام نشانگان تایبی–لیندر هم شناخته می‌شود. با آژنزی جسم پینه‌ای، تشنج، نازکی مو، دررفتگی مفاصل و اپنه مشخص می‌شود. علت ژنتیکی آن در ژن RNU4ATAC است.                                          |
| کوتولگی استخوانی-کوچک‌سری نوع II (MODPD2) | رایج‌ترین نوع. با مشکلات پزشکی بیشتر، از جمله آنوریسم مغزی، صدای زیر، میکرودنتی، خواب‌آشفتگی، تأخیر ذهنی و دررفتگی مفاصل همراه است. ناشی از جهش در ژن PCNT.                                       |
| نشانگان راسل–سیلور                       | با ظاهری خاص، ناهمسانی بدن، کاهش اشتها، نازک‌لبی، هیپوگلیسمی و رشد نامتناسب همراه است. پاسخ نسبتاً خوبی به هورمون رشد دارد.                                                                       |
| نشانگان مایر–گورلین                      | که به نشانگان گوش-کشکک-قد کوتاه (EPS) نیز معروف است. افراد دچار این نوع معمولاً بدون کشکک و با گوش کوچک به دنیا می‌آیند. ناشی از جهش در ژن‌های دخیل در آغاز تکثیر DNA مانند ORC1، CDT1 و CDC6 است. |

## تشخیص
به دلیل نادر بودن، این اختلال‌ها معمولاً با سوءتغذیه، بیماری‌های متابولیک یا اختلالات گوارشی اشتباه گرفته می‌شوند. در بیشتر موارد، تشخیص قطعی تا حدود سن ۵ سالگی به تعویق می‌افتد، یعنی زمانی که عقب‌ماندگی شدید رشد آشکار می‌شود.

## موارد شناخته‌شده
- جیوتی آمگه – بازیگر هندی، کوتاه‌قدترین زن جهان از سن ۱۸ سالگی
- چاندرا بهادر دانگی – کوتاه‌قدترین مرد تاریخ بشر
- برجیت جردن و برد جردن – کوتاه‌قدترین خواهر و برادر جهان
- کنیدی جوردین-براملی – ملقب به «شَستک»، سوژهٔ مستندهای متعددی از جمله متفاوت متولد شده

## ببینید
- کوتولگی
- غول‌پیکری
- فهرست افراد دارای کوتولگی